# أهلا رمضان
أهلاً رمضان مسرحية مصرية تم عرضها أول مرة في 6 يوليو 2016، التي سجلت ايرادات بمبلغ مليون جنية. وتقام علي مسرح الزعيم أو ما يعرف الآن بمسرح الهرم. ولن تعرض المسرحية على التلفزيون حتي بداية عام 2020.

## طاقم العمل
- محمد رمضان
- روجينا
- أحمد صيام
- شيماء سيف
- هنا الزاهد.